# Fidžijská ragbyová reprezentace
Fidžijská ragbyová reprezentace reprezentuje Fidži na turnajích rugby union. Každoročně se účastní Pacifického poháru. Fidži se zúčastnilo až na MS 1995 všech dosavadních světových šampionátů. Ve třech případech se dostalo do čtvrtfinále (1987, 2007, 2023). Nejblíže semifinále měli na MS 2023, kde ve čtvrtfinále podlehli Anglii 24:30. Ve skupinové fázi porazili po 69 letech Austrálii, která se poprvé nekvalifikovala do vyřazovací části MS. K 5. srpnu jim patří ve světovém žebříčku 10. místo. Mají přezdívku Létající Fidžané.